# الأرشيف الرقمي الفلسطيني
الأرشيف الرقمي الفلسطيني في جامعة بيرزيت، هو مشروع يعمل على جمع وتوثيق التاريخ الفلسطيني من الفترة العثمانية حتى الوقت الحاضر، بحيث يعمل على تحويل كل ما يتعلق بالشعب الفلسطيني من وثائق ورقية وصور وتسجيلات من التاريخ الشفوي، وتحويلها لصيغ رقمية ورفعها على صفحة الارشيف، وإتاحتها للناس.

## وصلات خارجية
- موقع الأرشيف الرقمي الفلسطيني - جامعة بيرزيت